# Sumberrejo (Candipuro)
Sumberrejo is een bestuurslaag in het regentschap Lumajang van de provincie Oost-Java, Indonesië. Sumberrejo telt 5354 inwoners (volkstelling 2010).